# نورمان فلمنج
نورمان فلمنج (بالإنجليزية: Norm Fleming)‏ هو لاعب دوري الرغبي أسترالي، ولد في 4 فبراير 1903، وتوفي في 12 سبتمبر 1964.